# Lysianassa (Tochter des Priamos)
Lysianassa (altgriechisch Λυσιάνασσα Lysiánassa) ist in der griechischen Mythologie eine der Töchter des trojanischen Königs Priamos. Erwähnt wird sie allein im Katalog der Söhne und Töchter des Priamos, den Hyginus Mythographus in seinen Fabulae überliefert. Sie nimmt unter den dort aufgezählten 55 Kindern die Position 42 ein.